# Paulus Chantant
Paulus Chantant fue una serie de cinco cortometrajes mudos franceses hechos en 1897 por Georges Méliès, protagonizados por el popular cantante de café-concierto Paulus (nombre real Jean-Paul Habans, 1845–1908). Las películas fueron diseñadas para un truco de café-concierto en donde Paulus cantaría detrás de la pantalla mientras la película era proyectada, dando la ilusión de una película sonora. Las cinco películas se creen actualmente perdidas.

## Resumen
Los títulos en francés, así como los números de catálogo de la Star Film Company de las películas son los siguientes:
- Paulus Chantant: Derrière l'Omnibus, (88)
- Paulus Chantant: Coquin de Printemps, (89)
- Paulus Chantant: Duelliste marseillais, (90)
- Paulus Chantant: Père la Victoire (sin número de catálogo)
- Paulus Chantant: En revenant d'la revue (sin número de catálogo)

## Producción y liberación
Paulus, acercándose entonces al final de su larga y celebrada carrera como animador pro-Boulangista, se acercó a Méliès con el concepto para el truco. La serie fue filmada en el teatro de ilusiones de Méliès, el Théâtre Robert-Houdin en París. Para proporcionar suficiente luz para su cámara, Méliès incluyó quince lámparas de arco y quince lámparas de vapor de mercurio en su configuración, haciendo que la serie fílmica de Paulus Chantant sea el primer uso conocido de luz artificial en una película.
Tres de las películas (Derrière l'Omnibus, Coquin de Printemps, y Duelliste Marsellais) fueron vendidas a través del catálogo del estudio de Méliès, la Star Film Company, tanto para los mercados fílmicos franceses como estadounidenses, Las otras dos, en las cuales presentan a Paulus cantando himnos de alabanza a la polémica figura política de Georges Ernest Boulanger, fueron filmadas para la actuación en el café-concierto pero no incluidas en el catálogo de Star Film ya que el propio Méliès era un ferviente anti-Boulangista.